# Gesang der Jünglinge
Gesang der Jünglinge (букв. «Спів юнаків») — електронний музичний твір Карлгайнца Штокгаузена, створений протягом 1955–1956 рр. та позначений № 8 у каталозі творів композитора.
Спершу композитор мав намір написати електронну месу, яка мала б бути виконана в Кельнському соборі; проте Штокгаузену відмовили в можливості виконання електронної музики в соборі. Композитор відмовився від написання меси, але при тому втілив деякі релігійні мотиви у Gesang der Jünglinge.

## Естетична концепція
Звукова, змістова й технічна палітра Gesang der Jünglinge є значно багатшою, ніж у попередніх електронних творах Штокгаузена (яких він створив на той час не так багато: усього три). Найбільш явною відмінністю є те, що композитор вперше використовує в своїй електронній музиці звуки несинтетичного походження, а саме людський голос. Особливість, із цим пов'язана — включення до твору слова як однієї з площин змісту. Втім, спосіб трактування слова в цьому творі є далеким від класичного: композитор використовує серійну техніку задля «медіації» між двома звуковими якостями — електронним звуком та голосом, і утворює між ними шкалу плавного переходу. Таким чином, первинним в трактуванні слова в цьому творі є його фонетична площина, і лише в окремих випадках — семантична.
Разом із тим, композитор вкладає у вокальний текст твору глибинний символічний зміст, заснований на біблійних мотивах. За основу тексту Штокгаузен взяв фрагмент зі Старого Заповіту (Книга пророка Даниїла), де розповідається про трьох юнаків у вогняній печі, яких Бог врятував від загибелі. Композитор зазначає:
|  | «Де хоч на хвильку постає з музичних знаків мова, вона хвалить Бога» |

Другою особливістю порівняно з попередніми електронними експериментами є використання просторової проєкції звуку з допомогою 5- (в оригінальному варіанті) або 4-канальної звукової доріжки.

## Форма й структура твору
Gesang der Jünglinge складається з 6 частин («текстур» в термінології композитора), які є пов'язаними з поетичною формою обраного фрагмента тексту (наявністю повторення фрази «Preiset den Herrn...»). Довжини «текстур»:
| № | Початок | Тривалість |
| - | ------- | ---------- |
| 1 | 0:00    | 1:02       |
| 2 | 1:02    | 1:50       |
| 3 | 2:52    | 2:23.5     |
| 4 | 5:15.5  | 1:06.5     |
| 5 | 6:22    | 2:18       |
| 6 | 8:40    | 4:20       |

### Шкали і звуковий матеріал
Вокальний матеріал твору композитор записав із голосу 12-річного хлопця, який співав, спираючись не лише на вказівки композитора, але й на спеціальний «орієнтаційний» сигнал, який він чув у навушниках, щоб досягти максимальної точності виконання.
Композитор утворює шкалу фонетичної якості звуку від голосної до приголосної, або ж від звуку до шуму; шкала голосних рухається від u до i, приголосних — від ch до s. Цій фонетичній шкалі відповідає шкала електронних тембрів від таких, що мають гармонічну структуру, до шумових.
Окрім того, є шкала зрозумілості тексту: від повністю незміненого тексту до його «розчеплення» на повністю звукові якості. Є 7 значень шкали зрозумілості тексту, де 7 відповідає максимально зрозумілому та 1 — «розчепленому» тексту. Проміжні ступені тут досягаються шляхом змішування електронних та вокальних звуків, пермутаціями порядку слів в реченні, складів у словах та літер у складах. Таким чином композитор застосовує трансформацію самого тексту, щоб досягнути органічного «переплетення» різних звуків. Одна з серій, якою регулюються в творі ступені семантичної зрозумілості тексту має такий вигляд:
| 5 1 2 6 7 3 4 | (серія ступенів зрозумілості тексту) |

Композитор групує звуки в цьому творі на такі категорії:
1. комплекси простих тонів з означеною частотою, тривалістю й гучністю;
2. комплекси імпульсів;
3. літери й склади;
4. шуми з широким частотним спектром;
5. окремі імпульси;
6. синтетичні звуки, наближені до звучання голосних;
7. шуми зі спектром від 1 до 6 октав;
8. нагромадження імпульсів зі статистично означеною густиною і спектром від 1 до 6 октав;
9. окремі імпульси в акордах;
10. акорди із пасом шумів;
11. акорди з простих тонів;
12. акорди зі співаних голосних.

Відомості про серійну організацію Gesang є неповними, оскільки композитор не залишив партитури твору, а лише частковий аналіз.
На основі палітри звукових джерел композитор творить ряд наборів їхніх комбінацій, позначений латинськими літерами (кожна літера відповідає певному діапазону видів звуків):
| A | B   | C   | D   | E   | F   | G   | H   | I   | J    | K    | L    | M    | N    | O    | P    | Q    | R    | S    | T    | U     | V     | W  |
| 1 | 1-2 | 1-3 | 1-4 | 1-5 | 1-6 | 1-7 | 1-8 | 1-9 | 1-10 | 1-11 | 1-12 | 2-12 | 3-12 | 4-12 | 5-12 | 6-12 | 7-12 | 8-12 | 9-12 | 10-12 | 11-12 | 12 |

Далі ці «ключі» (A-W) стають основною для серіальної організації. Окрім того, серіальній організації підлягають параметри висоти звуку, тривалості тих чи інших шарів фактури, кількість можливих накладань голосів у акордах, кількість складів у групі, параметри просторового розподілення звуків та ін.